# Neoseiulella litoralis
Neoseiulella litoralis är en spindeldjursart som först beskrevs av Swirski och Amitai 1984.  Neoseiulella litoralis ingår i släktet Neoseiulella och familjen Phytoseiidae. Inga underarter finns listade i Catalogue of Life.